# Kardinal-König-Preis
Der Kardinal-König-Preis wird seit 1991 von der vom ehemaligen Erzbischof von Wien, Kardinal Franz König gegründeten Stiftung „Communio et Progressio – Neue Hoffnung für den Donauraum“ verliehen. Der Preis wird an Persönlichkeiten verliehen, die einen Beitrag zur Bildung eines Handlungsbündnisses von Wissenschaft, Religion, Wirtschaft und Medien leisteten, um einen Beitrag zur Bewältigung der weltweiten Probleme auf dem Gebiet der Meinungs- und Gewissensfreiheit, der Gerechtigkeit, des Friedens, der Bewahrung der Schöpfung und der allgemeinen Entwicklung der menschlichen Gesellschaft zu leisten.

## Preisträger
- 1992: Jerzy Turowicz
- 1994: Georg Sporschill SJ (Österreich) „in Würdigung seiner Verdienste um das Jugendhaus der Caritas in Wien und des Jugendzentrums Concordia für die Straßenkinder von Bukarest“
- 1997: Das Institut „Janineum“ und seine Gründerin Lonny Glaser
- 1999: Václav Malý, Weihbischof in Prag; Anton Srholec, Salesianer Don Boscos; beide waren Dissidenten
- 2001: Johannes Poigenfürst, Unfallchirurg
- 2003: Tomáš Halík, ehemaliger tschechischer Untergrundpriester und Studentenseelsorger in der Salvatorkirche Prag, Soziologe und Religionsphilosoph
- 2004: Hildegard Teuschl, für den Dachverband „Hospiz Österreich“[1]
- 2005: Pero Sudar, Weihbischof in Sarajewo (Bosnien-Herzegowina)
- 2007: Bartholomäus I., Seine Allheiligkeit griechisch-orthodoxer Ökumenischer Patriarch von Konstantinopel mit Sitz in Fener in Istanbul[2]
- 2008: Jüdisches Museum Wien, zur Errichtung einer „Kardinal König Abteilung für jüdisch-christliche Verständigung“
- 2010: Sozialorganisationen Caritas und Diakonie[3]
- 2012: Schenuda III., koptischer Papst[4]
- 2014: Marianne Graf, Pädagogin und Sozialmanagerin, Initiatorin der Albania-Austria-Partnerschaft[5]
- 2015: Helmut Krätzl[6]

### Meditative Kunst
Vor 1991 gab es bereits einen anderen Kardinal-König-Preis, der vom Wiener Erzbischof in Verbindung mit dem Institut für sakrale Künste an der Akademie der Bildenden Künste in Wien an Künstler verliehen wurde, die sich mit meditativer Kunst beschäftigten:
1977: Wolfgang Sinwel, Künstler, für meditative Malerei
1976: Peter Hasler, Künstler, für den Entwurf eines Meditationsraumes
1975: Martina Funder, Künstlerin; Klaus Nötzberger, Architekt und Richard Frankenberger, Künstler
1971: Gottfried Helnwein, Künstler
1966: Hubert Pfaffenbichler, Künstler, für sakrale Kunst